# Нэтчбулл-Хьюджессен, Уиндем, 3-й барон Брэбурн
Уиндем Нэтчбулл-Хьюджессен (англ. Wyndham Knatchbull-Hugessen; 21 сентября 1885 — 11 марта 1915) — британский аристократ, 3-й барон Брэбурн с 1909 года, сын Эдуарда Нэтчбулла-Хьюджессена, 2-го барона Брэбурна, и Эми Бомонт. С 1908 года служил лейтенантом в гренадерской гвардии, в 1911 году ушёл в отставку. Был известным орнитологом, один из авторов книги «Птицы Южной Америки», опубликованной в 1912 году. Когда началась Первая мировая война, барон вернулся в свой полк. Погиб в бою во Франции.
Уиндем не был женат, так что его наследником стал дядя по отцу Сесил Нэтчбулл-Хьюджессен.